# 타케시타 미이코
타케시타 미이코(일본어: 竹下みいこ) 미디어 믹스 프로젝트 「D4DJ」의 등장 인물. 유닛 "Lyrical Lily"의 멤버.

## 프로필
- 생일 2월 22일
- 학년	아리쓰가와 학원 1년
- 혈액형	B형
- 신장	149cm
- 체중	39㎏
- 취미	롤러코스터 , 공포
- 특기	승마 , 암기
- 좋아하는 음식	트뤼플
- 가족 구성	아버지 어머니
- CV 와타세 유즈키

## 인물
「D4DJ」에 등장하는 「LyricalLily」의 멤버로, 코러스 담당. 「나노!」가 버릇.
초기 멤버 24명은 커녕 추가 5명을 포함해도 유일한 신장이 150cm 미만 체중 40kg 미만으로 D4DJ 레귤러 제일의 몸집이 작은 캐릭터이다.
천의 무봉한 성격으로, 즐거운 일이나 놀기를 좋아한다.
이 멤버의 백조 후 도 의 장난에 함께 참가해, 그 후 2명 모여 카스가 하루나 에게 꾸짖는 것이 자주.
공포나 오컬트, 롤러코스터 등, 무서워하는 사람이 많은 것에 대해서도 웃고 즐길 수 있다.
밝고, 누구와도 곧 친구가 될 수 있는 타입으로, 언젠가 전세계를 여행해 다양한 나라의 사람, 나아가서는 우주인과도 친구가 되는 것이 꿈.
기성의 거친 말도 취미의 승마 경험도 있어 곧바로 그리울 수 있다.
아버지는 다소 과보호적인 성격으로 그루믹 의 이벤트 'Princess in Fairy tale'(2021년 5월)에서는 이 탓에 유닛 해산의 위기에 빠진 적도 있었다.
이 이벤트에서 발표된 신곡 '네무리 공주'에서는 미이코가 메인 보컬로 평소 인상과는 다른 고속 랩을 선보이며 심정을 토로하는 장면이 있다.
또, 아버지의 회사는 나중에 로봇의 연구에 착수하고 있었던 것 같고, 여기에서 만들어져 있던 쵸 오로보나 인형 로봇 이, 메인 스토리 4장의 중반~종반에서 큰 역할을 하게 되었다.